# Proechimys simonsi
Proechimys simonsi е вид бозайник от семейство Бодливи плъхове (Echimyidae).

## Разпространение
Видът е разпространен в Боливия, Бразилия, Еквадор, Колумбия и Перу.